# 三角齿锥花
三角齿锥花（学名：Gomphostemma deltodon），为唇形科锥花属下的一个植物种。